# 伊恩·胡禮
伊恩·爱德华·赖特，OBE（英語：Ian Edward Wright，1963年11月3日—），前英國足球員，曾效力于英格蘭足球超級聯賽球會阿仙奴，近年轉型為一位藝人，活躍於電視和電台節目。 胡禮是牙買加父母的第三個仔。 他的爸爸自細就缺席，他由母親尼斯塔同一個虐待他的繼父撫養長大。

## 足球生涯

### 水晶宮(1985-1991)
伊恩賴特相對其他球員很晚才成為職業足球員，雖然新特蘭和白禮頓都曾經於少年時試用他，但都是不能吸引對方開出一份職業球員合約。雖然伊恩仍然可以為一隊非聯賽球隊上陣，但是他卻忘記了自己想當足球員的夢想，全職成為一位泥水匠。1985年，水晶宮的球探到來觀看伊恩的比賽，並力邀他到塞爾赫斯特公園球場。後來他終於簽了一份職業球員合約。這時是他22歲生日前的三個月
伊恩很快就以9個入球成為球隊第二射手。後來當馬克·布萊特加盟後，2人組成強勁的組合，並以大比數的入球數量升上甲組。
1989年，伊恩曾被徵召入英格蘭國家隊B隊，但是卻於比賽中受傷，但他錯過了開季的比賽。但是水晶宮卻於1990年的英格蘭足總盃中打入決賽，而對手就是曼聯。伊恩協助球隊打平曼聯，比分是3-3。但是水晶宮卻於重賽中不敵對手，無緣冠軍。
在下一季，伊恩射入了在水晶宮的第一百球，並於英格蘭足總會員杯決賽中射入2球，以4-1擊敗愛華頓，取得冠軍。1990-91 球季 作客溫布頓便用了18分鐘完成帽子戲法。
伊恩在6季間為水晶宮253場正選上陣，24次替補上場，射入117球。成為球會於戰後的最高入球紀錄和上陣次數第三多。2005年，他入選水晶宮的百年11人和世紀球員的稱號。

### 阿仙奴(1991-1998)
伊恩於1991年9月以250萬磅轉會費加盟阿仙奴，是阿仙奴的球會紀錄。他在英格蘭聯賽盃中對李斯特城的賽事為阿仙奴射入第一球，並於對修咸頓的聯賽中上演帽子戲法。該季他奪得神射手獎，為阿仙奴射入29球，為水晶宮射入5球，總共31球。
伊恩有6季都是隊中首席射手。他在1993年成為盃賽雙冠王(英格蘭足總盃和英格蘭聯賽盃)。1994年，雖然他沒有在決賽上陣，但是他在晉級過程中協助阿仙奴打入決賽，並以1-0擊敗帕爾馬，順利把歐洲盃賽冠軍盃帶回海布里球场。1995年衛冕歐洲盃賽冠軍盃失敗後，柏金來投，與伊恩製造了一段多產但短暫的組合。
1996年，雲加成為阿仙奴領隊時，伊恩已經差不多33歲了，但他的入球量仍然很平均。1997年9月13日，於對陣保頓的聯賽中大演帽子戲法，打破巴士甸於阿仙奴的入球紀錄(亨利於2005年10月再打破伊恩的紀錄)。1個月後，伊恩受了重傷，但當年阿仙奴仍然奪得聯賽冠軍和英格蘭足總盃冠軍。
伊恩為阿仙奴上陣279場，替補上場9次，射入185球。1997年10月4日對班士利的比賽中射入他職業生涯的第三百球。他在阿仙奴的最後一球是1998年1月6日在英格蘭聯賽盃的比賽中擊敗韋斯咸。

### 生涯晚期(1998-2000)
1998年7月，伊恩以75萬磅轉會費轉至韋斯咸。其後被借用到諾定咸森林，1999年再轉會到些路迪，再轉會到般尼，期後正式退休。2005年，伊恩加入英格蘭足球名人堂。

## 私人生活
伊恩賴特共有四名兒子，其中2名為職業球員：效力紐約紅牛的肖恩·赖特-菲利浦斯（養子）和。三子布雷特·賴特曾效力雷丁預備隊。
伊恩賴特是「非洲-加勒比海白血病基金」（African-Caribbean Leukaemia Trust）的代言人。在2000年獲頒MBE勳銜。

## 榮譽
- 個人
  - MBE (2002)
  - 加人英格蘭足球名人堂(2005)
- 水晶宮
  - 英格蘭乙組聯賽(未改制前)附加賽冠軍(1988/89)
  - 英格蘭足總會員杯冠軍(1991)
  - 神射手(英格蘭足球甲組聯賽(未改制前)) (1991-92)
  - 戰後入球紀錄(117球)
- 阿仙奴
  - 神射手(英格蘭足球甲組聯賽(未改制前)) (1991-92)
  - 英格蘭足總盃冠軍(1993,1998)
  - 歐洲盃賽冠軍盃冠軍(1994)
  - 英格蘭聯賽盃冠軍(1993)
  - 英格蘭超級聯賽冠軍(1997-98).
- 英格蘭國家隊
  - 上陣:33場
  - 入球:9球
  - 首次代表國家隊:1991年2月6日對喀麥隆
  - 最後代表國家隊:1998年11月18日對捷克